# Nache Slovo
Pour les articles homonymes, voir Slovo.
Nache Slovo (« Notre Parole ») était un quotidien internationaliste dirigé par Trotsky.
Il fut publié, en russe, à Paris de janvier 1914 à septembre 1916, d'abord sous le nom de Golos (« La Voix »), puis sous celui de Nache Slovo, après son interdiction par le ministre de l'Intérieur, Louis Malvy. Après une nouvelle interdiction, il reparut sous le nom de Natchalo (« Le Commencement »), peu avant la révolution de février 1917. Parmi ses collaborateurs, on trouvait Martov (qui rompit avec le journal en 1915), Manouilsky, Lozovsky, Ouritsky, Tchitcherine et Antonov-Ovseenko. Nache Slovo bénéficia du soutien financier de Christian Rakovsky. Ses rédacteurs rentrèrent en Russie à l'annonce du renversement du tsar et rejoignirent, pour la plupart, le parti bolchévik.
Nache Slovo, publié dans des conditions matérielles difficiles, joua un rôle certain dans la défense des positions internationalistes dans le mouvement socialiste russe et européen. Lénine lui reprochait de ne pas aller jusqu'au bout dans la critique de la trahison des social-démocrates ralliés à la politique d'union sacrée, mais il en reconnaissait néanmoins la valeur. Le groupe de Nache Slovo participa à l'organisation de la conférence de Zimmerwald, en 1915.
Par ailleurs, le journal entretenait des liens étroits avec les internationalistes français de La Vie ouvrière de Pierre Monatte et Alfred Rosmer. Ce dernier consacre d'ailleurs un chapitre à Nache Slovo dans le tome 1 de son livre Le mouvement ouvrier pendant la Première Guerre mondiale et écrit à ce sujet : « Pour nous, qui avons vu vivre Nache Slovo, qui savons aussi ce qu'a fait le groupe bolchévik de Paris (plusieurs militants bolchéviques parisiens se sont ralliés à l'union sacrée contre l'avis de Lénine), il nous faut exprimer notre reconnaissance au groupe de Nache Slovo pour l'aide qu'il a apportée au mouvement ouvrier français pendant la guerre, et constater que ce que son effort représente, de courage, d'intelligence, de dévouement, ne se rencontre pas fréquemment dans l'histoire du mouvement ouvrier. »
Parmi les auteurs ayant contribué à ce journal, on trouve Dmitri Manouïlski, qui signait ses articles du pseudonyme Bezrabotnyi, sans travail en russe.